# Вељушки манастир
Манастир Пресвете Богородице Вељусе (Елеоуса) или Вељушки манастир је православни манастир из 11. века.
Манастир је смештен у близини села Вељуса, код Струмице у Северној Македонији.

## Историја
Цркву Пресвете Богородице Милосрдне (Елеоуса) саградити је монах испосник (каснији струмички епископ) Мануел 1080. године. Оригиналне камене плоче са грчким натписом о времену изградње, које су стајале као архитравом изнад улазних врата, за време Првог светског рата су извађене и однете у Археолошки музеј у Софију, данас су на њиховом месту копије. Од 13. века Манастир је подређен светогорском манастиру Ивирон, све до Балканских ратова 1913. године. Средином 13. века у манастиру је живело 23 монаха, а у његовој библиотеци била су четири Јеванђеља и 64 манускрипта и 35 икона.
Манастирска црква је једина сачувана. То је црква с четворолисним тлоцртом, у пресеку бродова диже се осмоугаони купола ту се налази наос са олтаром, и по томе је Елеоуса ретко здање такве врсте у Северној Македонији. Црква је имала нартекс, и јужну капелу (св.Спас), која је касније претворена у сакристију. Изнад натекса и јужне капеле такође су подигнуте куполе, само мањег пречника и мање висине.
Преостале изворне фреске у цркви су прилично оштећене. 1913. године цркву су запалили последњи грчки монаси, који су напуштали манастир. Тако да је делимично изгорела, на тај начин је већи број фресака уништен.
На преосталим фрескама јасно се уочавају два раздобља њиховог настанка. Први датира из времена градње цркве - 11. век. Делови очуваних фресака налазе се у олтарни простору (Богородица са достојанственицима у олтарној апсиди), у броду; Богородица између Јована Крститеља и два арханђела, Старозаветни пророци, Христ Пантократор у куполи, и Силазак Христа у пакао, те у јужној капели св. Нифон, св. Пантелејмон, и Христ Емануел. Фреске из друге фазе су из 12. века, налазе се у егзонартексу на западном и северном зиду јужних врата (лик св. Онофриј је једини сачуван). Последњи слој фресака у цркви је из 19. века
Фреска Христа Пантократора у куполи.
У унутрашњости цркве налазе се сачувани оригинални фрагменти старог мермерног иконостаса и фрагменти старог подног мозаика. Од оригиналне камене пластике из 11. века остали су стубови, горњи архитрав, неколико капитела и део доње камене олтарне преграде.
Манастир је изворно имао независан звоник, који је у међувремену порушен, поново је подигнут у 20. веку.
Манастир Вељуса је рестауриран и обновљен у периоду од 1975—1985. године.